# Масальщина
Маса́льщина — деревня в составе Вендорожского сельсовета Могилёвского района Могилёвской области Республики Беларусь.

## Географическое положение
Деревня Масальщина расположена в 22 км от Могилева.
Ближайшие населённые пункты: Журавец-1, Журавец-2, Атнянка.

## История
Земли Масальщины относились к Оршанскому и Могилевскому поветам Речи Посполитой. После первого раздела Речи Посполитой в 1772 году земли перешли Российской Империи. Первое упоминание о Масальщине относится к 1785 году. В первой половине девятнадцатого века деревня принадлежала Луизе Войнич-Сяножецкой. Деревня была преподнесена в приданое к её браку с Владимиром Чехановецким (ум. 1900 в Масальщине), недавно избранным спикером дворянства Могилевской губернии. После смерти Владимира его земли были разделены среди детей. Не известно, какие из них унаследовали Масальщину.

### Усадьба
Сведения об усадьбе Чехановецких доступны только с рисунка Наполеона Орды 1877 года, однако даже не известно, изображен ли дом с фасада или со стороны заднего двора. 

Усадьба была, вероятно, уничтожена во время Первой мировой войны или вскоре после Октябрьской революции.
Имение в Масальщине (и другие вещи Чехановецкого, в той же главе) описано в первом томе Истории резиденций на давних окраинах Речи Посполитой Романа Афтаназы.